# The Mood
The Mood was een newwaveband uit York, gesticht in 1980 en opgeheven in 1984. Zanger was John Moore, gitaristen waren Mark James Fordyce en Eric James Logan. Voor hun eerste single waren ook Steve Carter en John Dalby leden van The Mood.
De groep is commercieel nooit bijster succesvol geweest, maar bereikte met Don’t Stop in 1982 wel de eerste plaats in de UK Dance Chart. Er werd nooit een volledig album uitgebracht; enkel in de Verenigde Staten verscheen een mini-lp.
In 1981 bracht The Mood de single Is There A Reason? uit op Romantic Records, een onafhankelijk platenlabel. Nadat ze een contract bij RCA Records tekenden, verlieten Carter en Dalby de groep. Is There A Reason? werd opnieuw geproduceerd. Don’t Stop belandde in 1982 in de top tien van de Amerikaanse Billboard Hot 100. In het Verenigd Koninkrijk behaalden de nummers minder succes: Don’t Stop strandde op nummer 59 in de UK Singles Chart.
De single Paris Is One Day Away, waarvoor een videoclip werd gemaakt, behaalde geen hogere plaats dan 42 in de UK Singles Chart; hierdoor verscheen de groep niet in Top of the Pops. Ze maakten wel hun opwachting met Don’t Stop in het kinderprogramma Razzmatazz. In 1983 verscheen Passion in Dark Rooms, eveneens met videoclip, en in 1984 I Don’t Need Your Love Now. Geen van deze nummers werd een groot succes, en RCA besloot om geen album in Groot-Brittannië uit te brengen. Hierop verliet The Mood het label, nam een nieuwe manager en trachtte een contract bij EMI Records te ondertekenen; dit is er nooit van gekomen.
In 1992 richtte John Moore de groep op zijn eentje kortstondig weer op, met nieuwe muzikanten, en verzorgde enkele optredens in Noord-Engeland waarop hij nieuw materiaal bracht, dat meer op rockmuziek leek. In 1993 ging deze nieuwe versie van The Mood uit elkaar.
Cherry Red Records bracht in 2008 een verzamel-cd met alle singles van The Mood uit.